# Chogamgak couple
Chogamgak couple (초감각 커플?, Chogamgak keopeulLR), noto anche con il titolo internazionale The ESP Couple, è un film del 2008 scritto e diretto da Kim Hyung-joo.

## Trama
Su-min possiede dei poteri psichici, ma preferisce tenerli segreti per evitare di rovinare la propria vita; tutto scorre così normalmente, fino a quando una misteriosa ragazza di nome Hyun-jin inizia a seguirlo in continuazione, sospettando qualcosa.

## Distribuzione
In Corea del Sud la pellicola è stata distribuita dalla Cross Film, a partire dal 27 novembre 2008.